# رمال بيروت
 كانت رمال بيروت سلسلة من المواقع الأثرية التي تقع على الساحل الجنوبي لبيروت في لبنان.

## وصف
وكانت الرمال مجمع ما يقرب من 20 مواقع عصور ما قبل التاريخ التي دمرت بسبب بناء العمليات باستخدام لينة من الحجر الرملي في بناء مدينة بيروت ومطار بيروت. توفير عدد كبير من المواقع في الهواء الطلق ثروة من الآثار الصوان من فترات مختلفة بما في ذلك ثقافة نطوفية بقايا، الغير منضدة ولكن اقترح حتى الآن بين ج. من 10000 قبل الميلاد إلى 8000 قبل الميلاد. تضمنت النتائج المنجل المستخدم في حصاد الحبوب البرية قبل الثورة الزراعية مباشرة. تم توثيق الانتقال إلى العصر الحجري الحديث بشكل جيد مع تمثيل مواقع الخيامية أيضًا في الرمال. كما تم العثور على دليل على احتلال قبّان ناتان السابق.
المواد التي تم استردادها محفوظة الآن في متحف ما قبل التاريخ اللبناني في جامعة القديس يوسف. انها واحدة من المواقع القليلة التي تظهر علامات الاحتلال الحقيقي للقرية في أواخر العصر الجليدي. تم العثور على الصوانين الأولى من قبل جيه. تشيستر ونشرت دراسات أخرى من قبل جيه دبليو داوسون في عام 1874. تبع ذلك بحثًا مكثفًا للأب ج. زوموفن الذي نشر عام 1893. قام هنري فليش أيضًا بتصنيف واسترجاع المواد من المواقع في ستينيات القرن العشرين، وتم عرض تدمير رمال بيروت مؤخرًا من خلال تصوير الأب فليش في يونيو 2010 في متحف ما قبل التاريخ اللبناني. 
| موقع الرمال                 | رقم كوبلاند ويسكومب | عدد Fleisch |
| بئر حسن                     | 1                   | 15          |
| البرج البراجنة              | 2                   | 9           |
| خان خلده                    | 3. أ و 3. ب.        | 1 و 2       |
| مار إلياس (سانت إيلي)       | 4. ا.               | 17          |
| مار الياس الطيفة            | 4. ب.               | 17          |
| نهر غدير                    | 5                   | 4           |
| Ouza'i                      | 6. ا.               | 13          |
| Ouza'i                      | 6. ب.               | 14          |
| أخبر أرسلان                 | 7                   | 3           |
| أخبر aux Scies              | 8                   | 16          |
| الموقع 5 (محطة شل)          | 9                   | 5           |
| الموقع 6 (شمال محطة شل)     | 10                  | 6           |
| الموقع 7 (شارع المطار)      | 11                  | 7           |
| الموقع 8 (جنوب غرب عين سكة) | 12                  | 8           |
| الموقع 10 (مدورة)           | 13                  | 10          |
| الموقع 11 (حارة حريك)       | 14                  | 11          |
| الموقع 12 والتمديد          | 15. A. و 15. ب.     | 12          |
| دوائر الحجر                 | 16                  | -           |
| خان الأسيس                  | 17                  | -           |

## بئر حسن
يقع هذا الموقع في الجزء العلوي من الكثبان الرملية بئر حسن على ارتفاع حوالي خمسة وخمسين متراً فوق مستوى سطح البحر ويمتد أسفل المنحدرات نحو الأوزاعي. تم جمع الآلاف من أدوات الصوان من الموقع من فترات مختلفة. تم نشره لأول مرة باسم العصر الحجري القديم السفلي والعصر الحجري القديم من قبل أوغست بيرجي في عام 1932 وكحلول العصر الحجري الأوسط والعلوي من قبل هنري فليش في عام 1965.  تم العثور على بعض المواد على عمق ثلاثة أمتار ونصف تحت الرمال. تم العثور على أثر من العصر الحجري الحديث إلى جانب ثلاث نقاط E m i r e h وسلسلة من اللقطات على غرار التي أعطيت اسمها من هذا الموقع، والمعروفة باسم يختار بير حسن. 

## برج البراجنة

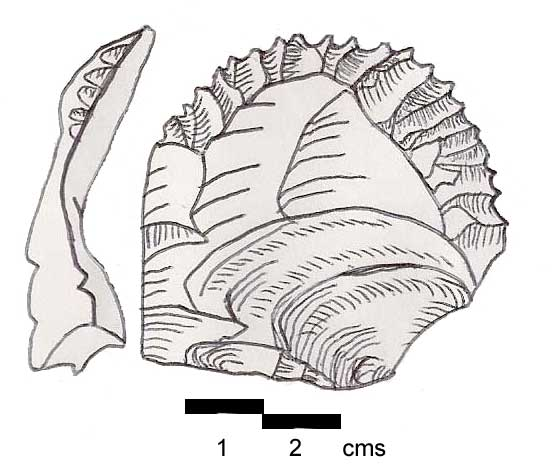
تقشر K s a r A k i l على جزء تقشر مع تنقيح مخدد في الطرف الذي يشكل حافة مستديرة مسننة. وجدت في برج البراجنة.

تسمى أيضًا Tell aux Crochets أو Tell M o u t e r d e أو Cote 52 ، وقد تم بناؤها الآن بواسطة قرية للاجئين. تم اكتشاف المكتشفات من هذا الموقع من قِبل اليسوعيين وتضمنت رؤوس سهام فلينت وأدوات هندسية من العصر الحجري. تم اكتشافه لأول مرة من قِبل الأب رينيه موتردي، ونشرت المواد غودفروي زوموفن في عام 1910، أوغست بيرجي في عام 1932 وهنري فليش في عامي 1956 و 1965.     M i c r o l i t h s تم العثور على جنبا إلى جنب مع شبه منحرف والهلال النصال من ثقافة نطوفية متنوعة مع tangs والشقوق جنبا إلى جنب مع نقاط حلوان. كما تم العثور على تقشر قصر عقيل ونقاط الإميرة وآثار مستوطنة العصر الحجري الحديث.  تم العثور على تقشر قصر عقيل (في الصورة) هنا.

## خان خلده
هناك موقعان في خان خلد، 10 كيلومتر (6.2 ميل) جنوب بيروت حول محطة خلده. الموقع 1 أو 3. أ. يقع غرب مباني المحطة ويتضمن معظمها مواد من العصر الحجري القديم مع آثار من العصر الحجري الحديث والعصر الحجري الحديث مع نقطة إميرة واحدة. الموقع 2 أو 3. ب هو قسم في قطع السكك الحديدية حيث قررت الدراسات المادية التي أجراها الآباء فليش وراموناي أن تكون إلى حد كبير ليفالويسو - موستيريان مع بعض آثار العصر الحجري القديم والحجري. عثر عليها أوغست بيرجي، الذي نشره هنري فليش في عام 1965 واحتفظ به في متحف ما قبل التاريخ اللبناني. 

## مار إلياس (أو القديس إيلي) ومار إلياس الطيفة
اكتشف هذه المواقع إما بول بوفير لابير أو تشيستر. واحد 400 متر (1,300 قدم) الشمال الغربي من دير سانت إيلي، الآن في مجمع اليونسكو، وآخر في منطقة شارع إتيفيك والآخر في امتداد جنوب الدير.  تم العثور على صناعة الميزوليث جنبا إلى جنب مع L e v a l l o i s واحد من قبل بيرجي في عام 1932.  ذكر فليش المواد في عام 1965، والذي اعتبرها ليفالويسو موستريان مع بضع قطع من العصر الحجري الحديث. 

## نهر غدير
هذا الموقع على الضفة اليمنى عند مصب نهر غدير القديم. نوقشت فليش في عام 1965 المواد بما في ذلك نقطة E m i r e h ، وكميات كبيرة من أدوات العصر الحجري الحديث الأوسط، وعدد قليل من العصر الحجري القديم العلوي وتتبع العصر الحجري الحديث. 

## الأوزاعي (نبع الأوزاعي)
هذا الموقع هو 5 كيلومتر (3.1 ميل) الجنوب من بيروت أيضًا على الجانب الشرقي من طريق صيدا وتبعد حوالي 600 متر (2,000 قدم) 250 متر (820 قدم) في الكثبان الرملية في بداية شارع خلده، شرق المسجد. ذكرها غودفري زوموفن في عام 1900 وهنري فليش في عام 1956.   واعتبر مواد من موقع مماثل إلى حد كبير لتلك التي من العصر الحجري الحديث الزوار جبيل التي كتبها جاك كوفين بما طويلة، ضيقة فؤوس، الأزاميل، مجزأة شفرات المنجل مع d e n t i c u l a t i o n غرامة، الحفارون ورأس السهم عرضية وجدت من قبل اوغست B e r g y حوالي 750 متر (2,460 قدم) شرق المئذنة. 

## الموقع 6
هذا الموقع هو شمال محطة بنزين شل، 8 كيلومتر (5.0 ميل) جنوب بيروت بالقرب من محطة المطار. تم العثور على بعض الصوان على غرار العصر الحجري الحديث في جبيل في هذا الموقع إلى جانب مواد العصر الحجري. 

## الموقع 7
موقع شبه دائري شمال شرق محطة بنزين شل يستمر إلى نقطة أسفل شارع المطار. تم اكتشافه بواسطة أغسطس B e r g y و Henri F l e i s c h مع مجموعات من PE G i g u e s من صناعة ميزوليثية غير هندسية إلى جانب العديد من أدوات الكشط الأساسية ونقطتين من E m i r e h.   تم تدمير الموقع الآن ولكن يتم تخزين المواد في متحف ما قبل التاريخ اللبناني. 

## الموقع 8
موقع آخر من العصر الحجري يقع على بعد بضعة أمتار شمال الموقع 7 مع أدوات من صناعة مماثلة ولكن مع عدم وجود مواد العصر الحجري الحديث. 

## الموقع 9
مدورة أو تل أوكس هاكس ، 7 كيلومتر (4.3 ميل) جنوب بيروت على شرق الطريق إلى صيدا، من الساحل بالقرب من مدورة. موقع صغير يحتوي على نقطتين من E m i r e h ورأس سهم ثقافة نطوفية وعدد من المحاور من فترات مختلفة بما في ذلك العصر الحجري الحديث. 

## الموقع 10
المعروف أيضا باسم حارة حريك وتقع على بعد حوالي 40 متر (130 قدم) شرق الأوزاعي على بعد حوالي 40 متر (130 قدم) فوق مستوى سطح البحر، وهذا الموقع يحتوي فقط على المواد من العصر الحجري القديم الأوسط والحجري القديم. اختفى تحت مخيم للاجئين في عام 1950. 

## الموقع 11
يقع هذا الموقع شرق المنطقة العسكرية على قمة الكثبان الرملية فوق الخشب إلى الغرب من الدائرة الأولى من شارع المطار، بالقرب من بير حسن. تم العثور على أشكال العصر الحجري القديم والعالي مع آثار لمواد العصر الحجري الحديث. اختفى الموقع في عام 1954. 

## الموقع الثاني عشر
يقع هذا الموقع في شرقيّ المنطقة العسكرية على قمة كثيب فوق غابة إلى الغرب من الدوار الأول لشارع المطار بالقرب من بئر حسن. عُثر في هذا الموقع على أشكال من العصر الحجري القديم الأوسط والأعلى مع آثار من مواد العصر الحجري الحديث، إلا أن الموقع دُمّر في عام 1954.

## دوائر الحجر
موقع حيث تم العثور على هياكل دائرة الحجر بواسطة لورين كوبلاند وبيتر ويسكومب.  كانت تقع في الطرف الشرقي من مدرج مطار بيروت على 500 متر مربع (0.050 ها) تقريبًا 500 متر مربع (0.050 ها) أجريت الحفريات الأولية من قبل السيد سعيدة في عام 1964. احتوى الموقع على منطقتين، واحدة من الرمال الحمراء حيث تم اكتشاف مدافن بشرية وأخرى من الرمال الحديثة حيث شوهدت ست دوائر حجرية في عام 1964 على بعد حوالي 20 متر (66 قدم) إلى 40 متر (130 قدم) من المدرج، تم تجريف هذه في عام 1965 لجعل لعبة غولف بالطبع، وترك مكانة واحدة فقط. كانت الدوائر مؤلفة من صخور نهرية كبيرة، يتراوح قطرها بين 8 متر (26 قدم) و 15 متر (49 قدم) . تحتوي النتوءة القريبة من الرملة على حوض كبير فارغ أو مربّع جيدًا في الحجر الرملي. تم تفريق الصوان بما في ذلك قلوب ليفالوا والرقائق والنفايات في جميع أنحاء المنطقة ولكن لم تقدم أدلة تذكر فيما يتعلق بعمر الدوائر الحجرية. 

## تل أرسلان
تل أرسلان كان موقعًا أثريًا كبيرًا في رمال بيروت أكثر من المحطات السطحية في الهواء الطلق، مع تل كامل يغطي 1 هكتار (10,000 م2) تقع على 8.5 كيلومتر (5.3 ميل) جنوب بيروت وحوالي 800 م شرق الشاطئ. تم التنقيب لأول مرة من قبل الأب أوغست بيرجي في عام 1930. ويمثل أقدم قرية مستوطنة من العصر الحجري الحديث في منطقة بيروت. استعاد هنري فليش أيضًا مزيدًا من المواد خلال مهمة إنقاذ في عام 1948 عندما تم تسوية الموقع بسبب تشييد مطار بيروت. كل هذه المواد موجودة الآن في جامعة القديس يوسف، متحف ما قبل التاريخ اللبناني. يُظهر الموقع أدلة على احتلاله أيضًا خلال العصر الروماني. تم استرداد الفخار والصوان بما في ذلك مجموعة متنوعة من الفؤوس والسكاكين والأزاميل والكاشطات والحفارات واللقطات. كانت شفرات المنجل مسننة في الغالب أو أظهرت إزالة أسنان خشنة. تم تشديد الفخار من خلال إطلاق النار وشمل قواعد مسطحة ومقبض حزام وعدد قليل من الشقراء المحززة بعلامات طعنة وخطوط متوازية. استنتج جاك كوفين المصنوعات اليدوية المماثلة والموقع المعاصر على الأرجح مع فترات العصر الحجري الحديث الوسطى في جبيل. جادل AMT Moore أن الاكتشافات مثل نقاط A m u q والفؤوس القصيرة كانت لا تزال قديمة، وربما يرجع تاريخها إلى العصر الحجري القديم الأعلى. وأشار كذلك إلى أن الموقع كان يتردد عليه مجموعات صياد التجميع التي تشكل معسكرات مؤقتة وتطورت إلى قرية خلال فترة العصر الحجري الحديث.

## تل المناشير
يقع Tell aux S c i e s أو Tell of Saws جنوب بيروت، في الكثبان الرملية بالقرب من الساحل. جمع الأب أوغست بيرجي مواد P P N B من الموقع في عام 1932 قبل أن يتم تحويلها إلى مكب نفايات.  تضم المجموعة الكبيرة والمميزة من الموقع مجموعة من الشفرات المنجلية المضلعة أو المصممة بدقة والتي يأخذ منها الموقع اسمه.  تم أيضًا استرداد الشفرات المتوجبة، ونوعان متميزان من رأس السهم، والأولز، والكاشطات، والفؤوس المصقولة، والمقصات، والأزاميل، والحفرات، والكاشطات، والريش المصلح، والميكروبات الصغيرة، وعدد قليل من اللقطات المقلوبة. وصف جاك كوفان مجموعة الصوان من هذا الموقع بأنها «نواة بحرية الشكل»، والتي ادعى أنها قد تمثل نوعًا أقدم من التكنولوجيا الحجرية من تلك الموجودة في أكثر مستويات العصر الحجري القديم من بيبلوس.    أظهر الموقع العديد من أوجه التشابه مع مواقع حوض دمشق ومقارنته مع المستويات الأولى جدًا من تل رماد، والتي يرجع تاريخها إلى المرحلة الأولى من P P N B.